# Albatrans
Le réseau de bus Albatrans (anciennement Trans'Essonne), était un réseau de bus créé en 1991 et exploité par la société du même nom, filiale de Keolis et Transdev, à travers plusieurs transporteurs : Keolis Seine Val-de-Marne, Keolis Meyer, Transdev CEAT, Transdev Rambouillet, Transdev STRAV, Transdev Les Cars d'Orsay, la SAVAC et Les Cars Jouquin (filiale de la SAVAC).
Le réseau irriguait principalement le département de l'Essonne, bien que certaines lignes desservaient une partie des Yvelines.
Avant mai 2009, la société Albatrans exploitait le réseau départemental de transport en commun par bus de l'Essonne, nommé « Trans'Essonne », constitué de dix lignes. La relation conventionnelle entre le Département et Albatrans intervenait dans le cadre d'un décret de 1949, les principales dispositions de la loi d'orientation des transports intérieurs (LOTI) ne s'appliquant pas à la région capitale.
Le réseau Albatrans disparaît fin 2023 à la suite de l'ouverture à la concurrence des transports en commun en Île-de-France et la mise en service progressive des nouveaux réseaux Val d'Yerres Val de Seine, Essonne Sud Ouest, Paris-Saclay, Cœur d'Essonne et Île-de-France Ouest.

## Histoire
En mai 2009, les lignes 91.02, 91.06, 91.08, 91.09 et 91.10 sont classées comme déficitaires mais elles sont finalement sauvées à la suite de leur reprise à 100 % par le STIF. Elles étaient auparavant financées par le département de l'Essonne.
Depuis le 2 octobre 2012, la ligne 91.04 est prolongée jusqu'à la gare autoroutière de Briis-sous-Forges avec neuf allers-retours du lundi au vendredi aux heures de pointe et le midi.
En avril 2017, le STIF et Albatrans expérimente deux cars à deux étages sur la ligne 91.03 qui relie la gare de Dourdan à la gare de Massy - Palaiseau en raison de sa forte fréquentation. En effet, celle-ci a augmenté de 20 % entre 2012 et 2016. Ces nouveaux véhicules offrent une plus grande capacité : 83 places assises contre 65 dans les autres véhicules. Si les résultats sont concluants, d'autres lignes Express pourraient ainsi être équipées de ce nouveau modèle de car.
À compter du 28 août 2017, la ligne 91.06C est renforcée afin d'améliorer la desserte de l'école CentraleSupélec et du quartier universitaire du Moulon. Ainsi, la fréquence est désormais d'un bus toutes les quatre minutes aux heures de pointe en semaine, d'un bus tous les quarts d'heure aux heures creuse ; un service est créé le week-end. L'amplitude horaire est élargie de 6 h à minuit. Par ailleurs, la ligne 91.06D est supprimée à cette occasion.
Le 27 août 2018, les lignes 91.06 et 91.10 subissent une refonte. La ligne 91.06 abandonne les variantes A et B, et seul le trajet entre la gare de Massy - Palaiseau et le Christ-de-Saclay par le plateau du Moulon (anciennement 91.06C) est conservé sous cet indice. La ligne 91.06B est reprise par la section entre la gare de Massy - Palaiseau et la gare de Saint-Quentin-en-Yvelines de la ligne 91.10, qui passe désormais systématiquement par le plateau précité. De plus, son amplitude horaire est étendue jusqu'à 23 h (derniers départs des terminus). Pour la ligne 91.06A (gare de Massy - Palaiseau à Gare de Saint-Quentin-en-Yvelines par La Martinière), une nouvelle ligne qui reprend le même itinéraire est créée avec l'indice 91.11. Elle circule du lundi au vendredi de 5 h 30 à 22 h et le samedi de 7 h à 20 h.

### Ouverture à la concurrence
En date du 1er août 2022, les lignes 91.01 et 91.09 intègrent le réseau de bus Val d'Yerres Val de Seine, les lignes 91.02, 91.03 et 91.07 intègrent le réseau de bus Essonne Sud Ouest et les lignes 91.05, 91.06 et 91.08 le réseau de bus Paris-Saclay en raison de l'ouverture à la concurrence de ceux-ci.
Le 1er août 2023, la ligne 91.04 intègre le réseau de bus Cœur d'Essonne en raison de l'ouverture à la concurrence de celui-ci.
Le 1er janvier 2024, les lignes 91-10 et 91-11 rejoignent le réseau de bus Île-de-France Ouest actant de ce fait la fin du réseau Albatrans.

### Détails sur l'exploitation des lignes

#### Anciens exploitants
| Nom de la société         | Liste des ligne(s) exploitée(s)                 | Dépôt                                                  |
| ------------------------- | ----------------------------------------------- | ------------------------------------------------------ |
| CEA Transports            | 91.04, 91.05, 91.07                             | Brétigny-sur-Orge, Sainte-Geneviève-des-Bois et Pussay |
| Keolis Seine Sénart       | 91.09                                           | Draveil                                                |
| Keolis Seine Val-de-Marne | 91.04                                           | Morangis et Brétigny-sur-Orge                          |
| Transdev Les Cars d'Orsay | 91.02, 91.03, 91.05, 91.06, 91.08, 91.10, 91.11 | Marcoussis                                             |
| Les Cars Jouquin          | 91.08, 91.11                                    | Magny-les-Hameaux                                      |
| Keolis Ormont             | 91.02, 91.03, 91.07                             | Étampes                                                |
| SAVAC                     | 91.02, 91.11                                    | Chevreuse                                              |
| STRAV                     | 91.01, 91.09                                    | Brunoy                                                 |
| Transdev Rambouillet      | 91.02, 91.03                                    | Saint-Arnoult-en-Yvelines                              |
| Keolis Meyer              | 91.04, 91.05                                    | Montlhéry                                              |

## Parc de véhicules
Le parc des véhicules fait l'objet des tableaux ci-dessous.

### Autocars
| Constructeur | Modèle   | Nombre | Numéros de parc | Période de mise en service | Affectation | Exploitant                                                                | Observation |
| ------------ | -------- | ------ | --- | -------------------------- | ----------- | ------------------------------------------------------------------------- | ----------- |
| Setra        | S 415 ÜL | 33     | - 63, 130, 140, 190, 208, 226 à 228, 303, 429, 489, 489, 535 à 540, 542, 558, 668, 672, 673, 693 à 694, 7501, 12551, 26229, 40076 (livrée STIF-Albatrans). - 422, 661, 670, 804 (livrée Île-de-France Mobilités). | 2008 à 10/2018             | -           | Keolis Meyer STRAV CEA Transports Transdev Rambouillet SAVAC LCJ Autocars | —           |

### Bus articulés
| Constructeur  | Modèle      | Nombre | Numéros de parc                    | Période de mise en service | Affectation | Exploitant       | Observation |
| ------------- | ----------- | ------ | ---------------------------------- | -------------------------- | ----------- | ---------------- | ----------- |
| Mercedes-Benz | Citaro G C2 | 4      | - 612-615 (livrée STIF-Albatrans). | 07/2014                    | -           | Les Cars d'Orsay | —           |

### Bus standards
| Constructeur  | Modèle          | Nombre | Numéros de parc                                                                    | Période de mise en service | Affectation | Exploitant                                         | Observation |
| ------------- | --------------- | ------ | ---------------------------------------------------------------------------------- | -------------------------- | ----------- | -------------------------------------------------- | ----------- |
| Mercedes-Benz | Citaro C2 LE Ü  | 8      | - 122, 285, 466, 617, 664, 759, 773, 40075 (livrée STIF-Albatrans).                | 06/2014 à 09/2015          | -           | Les Cars d'Orsay CEA Transports SAVAC LCJ Autocars | —           |
| Mercedes-Benz | Citaro C2 Ü NGT | 15     | - 665 à 673 (livrée STIF-Albatrans). - 703 à 708 (livrée Île-de-France Mobilités). | 03/2016 et 06/2018         | -           | Les Cars d'Orsay                                   | —           |

### Anciens véhicules
Précédemment, le réseau Albatrans était assuré avec des Renault FR1, Renault et Irisbus iliade, Heuliez GX87 et Mercdes-Benz Citaro LÜ.

## Accidents
Le 27 février 2019, vers 13 h 20, un autobus de la compagnie Albatrans circulant sur la ligne 91.10 ne respecte pas la priorité d'un tramway et percute une rame de la ligne T7 entre les arrêts Hélène Boucher et Caroline Aigle. Le choc fait dérailler la rame du tramway sur quelques mètres. Onze blessés légers, tous passagers du bus, sont à déplorer.

## Galerie de photographies

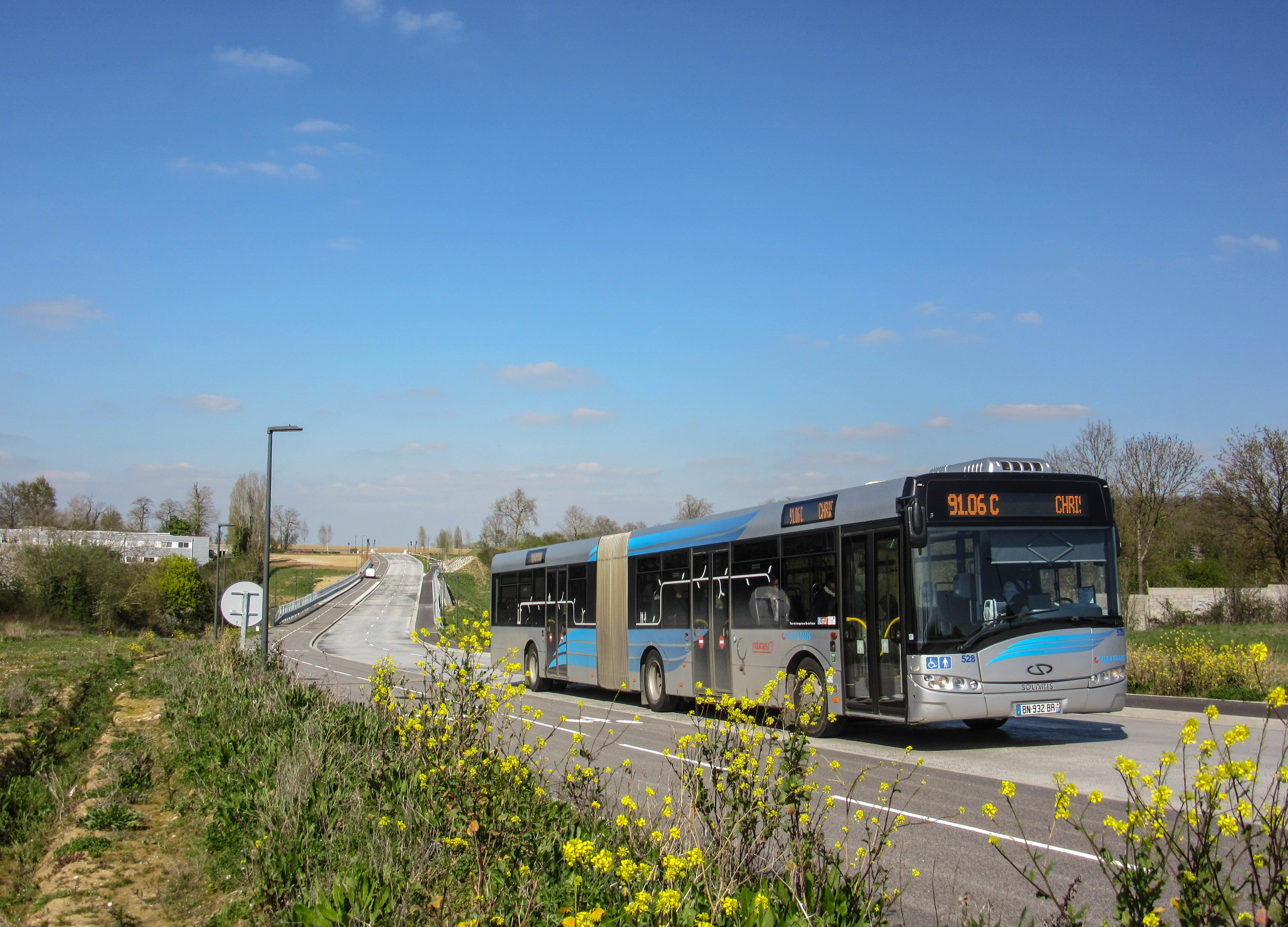
Solaris Urbino 18 no 528 de Transdev Les Cars d'Orsay, sur le TCSP Massy-Saclay.
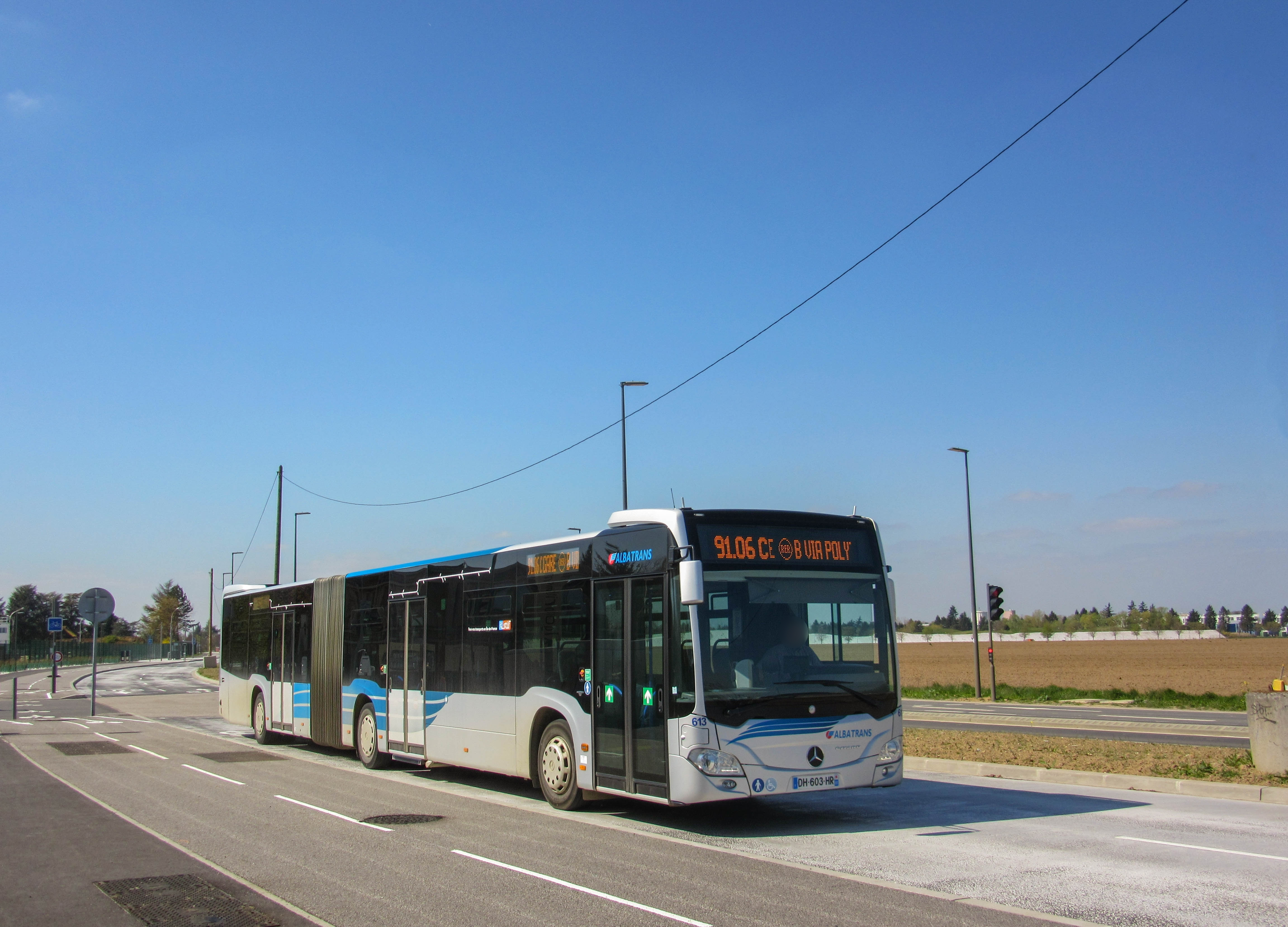
Mercedes-Benz Citaro C2G no 613 de Transdev Les Cars d'Orsay, sur le TCSP Massy-Saclay.
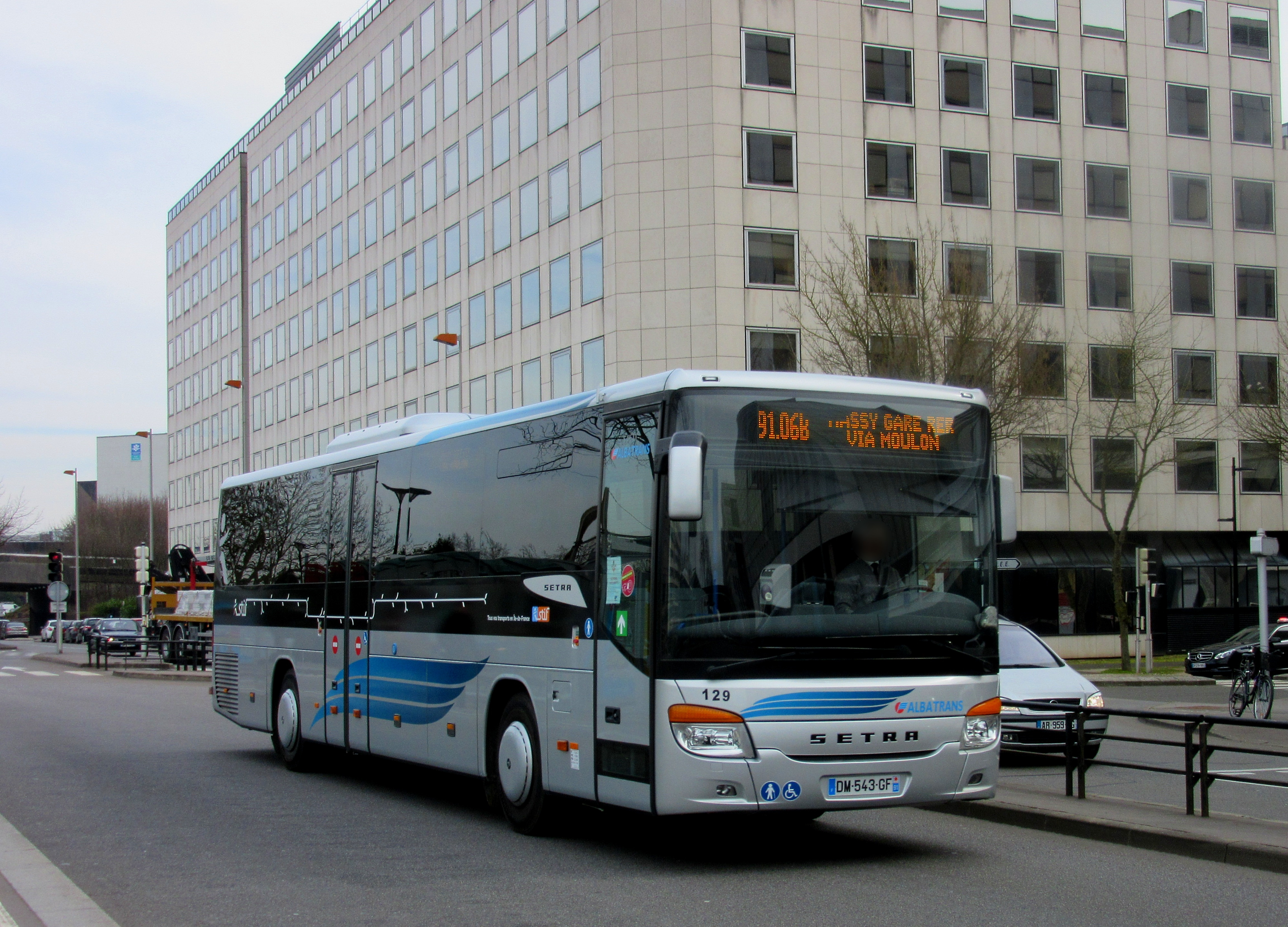
SETRA S415UL €6 no 129 de LCJ Autocars, en gare routière de Saint-Quentin en Yvelines.
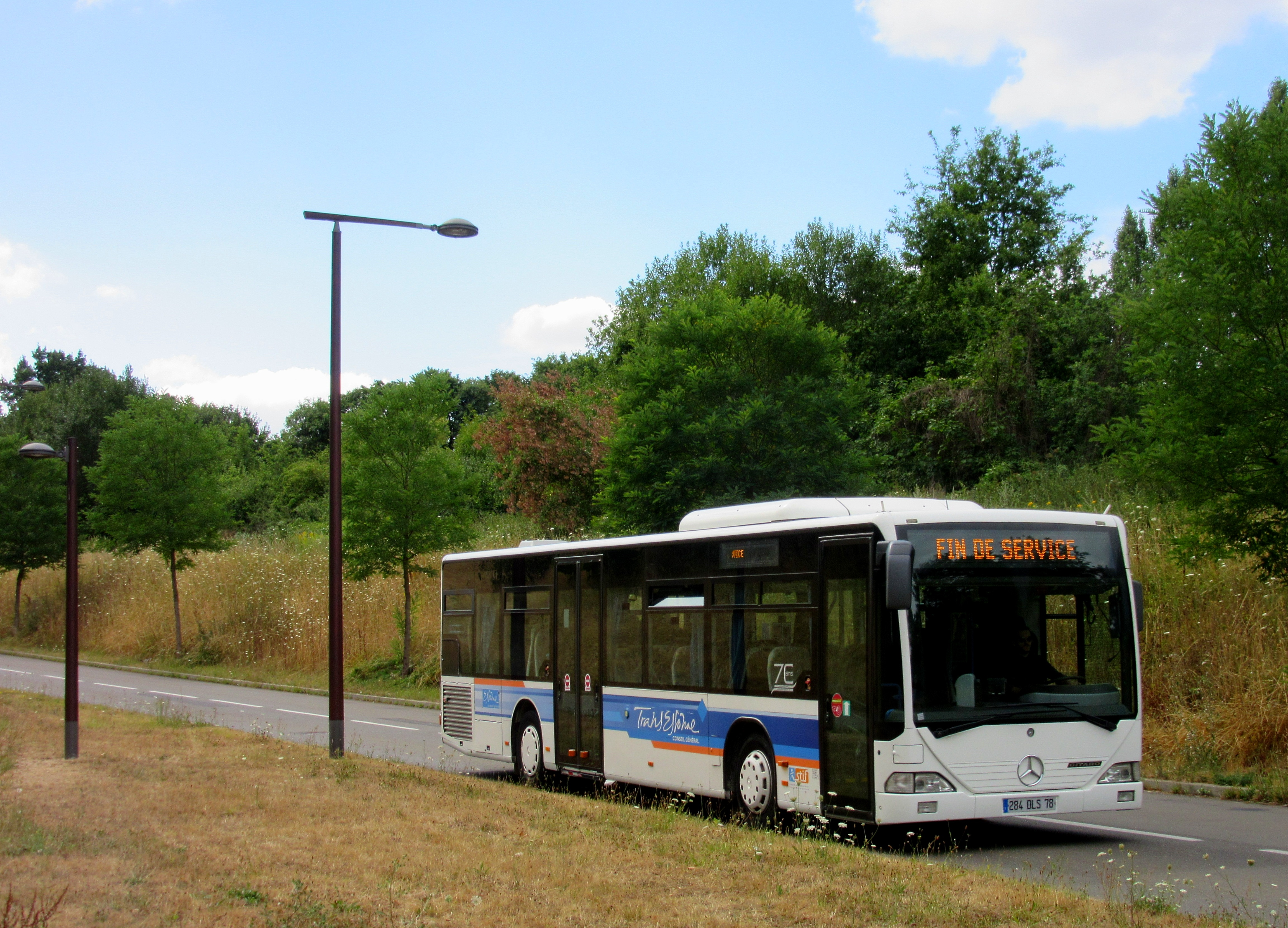
Mercedes-Benz Citaro O530Ü de LCJ Autocars, sur le TCSP Massy-Saclay.
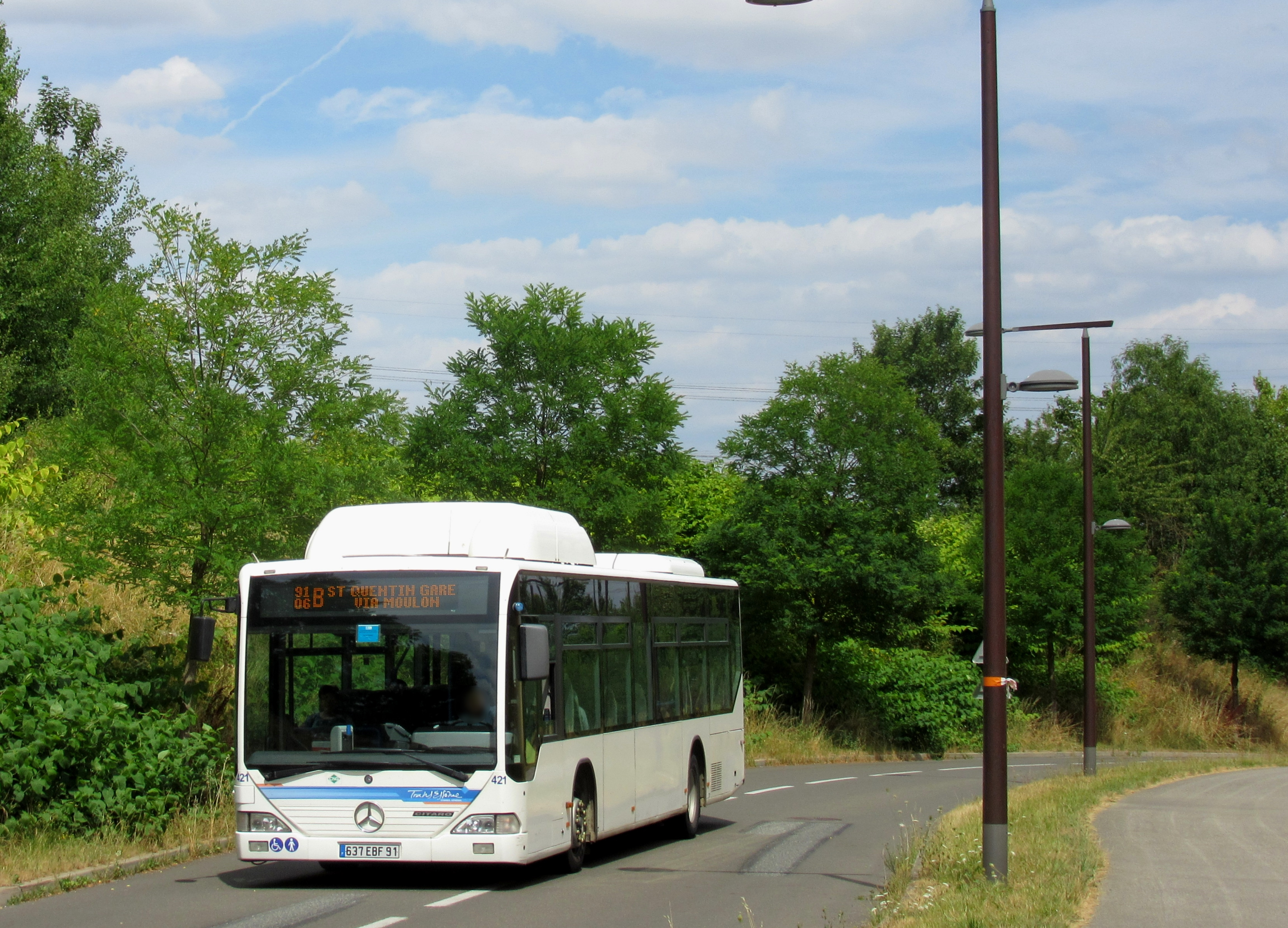
Mercedes-Benz Citaro O530Ü GNC no 421 de Transdev Les Cars d'Orsay, sur le TCSP Massy-Saclay.
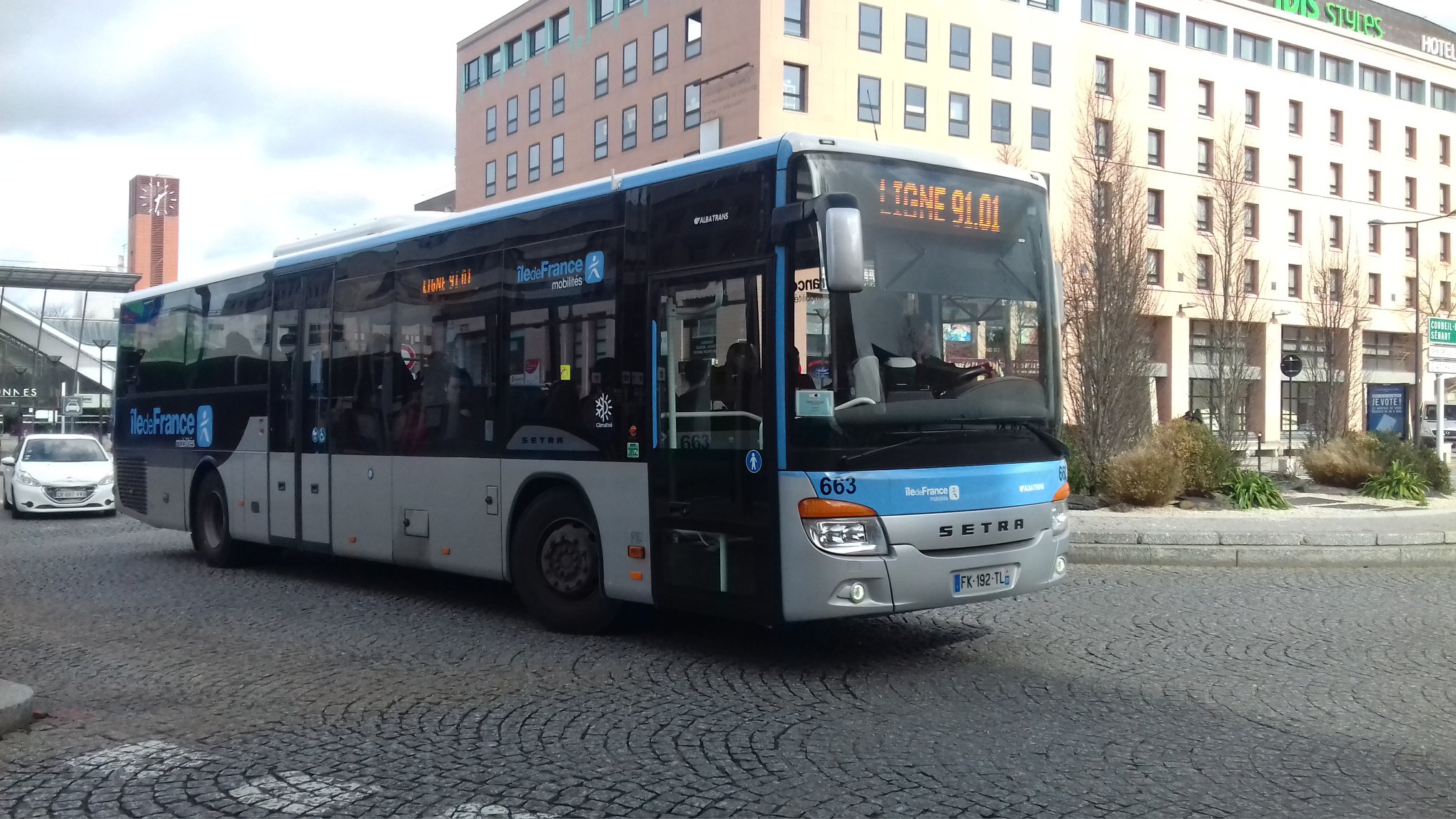
Setra S415LE Business no 663 de Transdev STRAV, à Evry.

## Identité visuelle

Ancien logo de Trans'Essonne durant les années 2000.